# Club Italia 2018-2019 (pallavolo maschile)
Questa voce raccoglie le informazioni riguardanti il Club Italia nelle competizioni ufficiali della stagione 2018-2019.

## Risultati

### Serie A2

#### Regular season

##### Girone di andata
| 1ª giornata - 14 ottobre 2018 PalaMalè, Viterbo                            | Tuscania        | 0 - 3 | Club Italia      | 15-25, 22-25, 23-25               |
| 2ª giornata - 20 ottobre 2018 Palazzetto Aeronautica Militare, Bracciano   | Club Italia     | 3 - 2 | Pag Taviano      | 27-25, 25-18, 24-26, 23-25, 15-10 |
| 3ª giornata - 27 ottobre 2018 Palazzetto Aeronautica Militare, Bracciano   | Club Italia     | 2 - 3 | Olimpia Bergamo  | 25-23, 14-25, 19-25, 28-26, 11-15 |
| 4ª giornata - 1º novembre 2018 PalaPrata, Prata di Pordenone               | Prata           | 2 - 3 | Club Italia      | 25-19, 23-25, 25-23, 22-25, 14-16 |
| 5ª giornata - 4 novembre 2018 Palazzetto Aeronautica Militare, Bracciano   | Club Italia     | 2 - 3 | Materdomini      | 25-20, 23-25, 25-17, 21-25, 8-15  |
| 6ª giornata - 11 novembre 2018 PalaCastagnaretta, Cuneo                    | Cuneo           | 3 - 2 | Club Italia      | 16-25, 25-22, 25-22, 18-25, 15-10 |
| 7ª giornata - 18 novembre 2018 Palazzetto Pozzoni, Cisano Bergamasco       | Cisano          | 2 - 3 | Club Italia      | 20-25, 25-21, 25-23, 23-25, 11-15 |
| 8ª giornata - 24 novembre 2018 Palazzetto Aeronautica Militare, Bracciano  | Club Italia     | 3 - 1 | Libertas Brianza | 25-21, 19-25, 25-15, 26-24        |
| 9ª giornata - 2 dicembre 2018 PalaBanca, Piacenza                          | You Energy      | 3 - 0 | Club Italia      | 25-20, 25-17, 25-21               |
| 10ª giornata - 8 dicembre 2018 Palazzetto Aeronautica Militare, Bracciano  | Club Italia     | 1 - 3 | Volley Catania   | 23-25, 21-25, 25-19, 22-25        |
| 11ª giornata - 16 dicembre 2018 Palasport Grottazzolina, Grottazzolina     | M&G             | 2 - 3 | Club Italia      | 22-25, 25-21, 22-25, 25-19, 14-16 |
| 12ª giornata - 22 dicembre 2018 Palazzetto Aeronautica Militare, Bracciano | Club Italia     | 3 - 1 | New Real Gioia   | 25-22, 25-21, 20-25, 25-16        |
| 13ª giornata - 26 dicembre 2018 Palasport Comunale, Ortona                 | Impavida Ortona | 3 - 1 | Club Italia      | 25-23, 25-22, 23-25, 25-22        |

##### Girone di ritorno
| 1ª giornata - 29 dicembre 2018 Palazzetto Aeronautica Militare, Bracciano | Club Italia      | 3 - 1 | Tuscania        | 29-27, 25-21, 26-28, 26-24        |
| 2ª giornata - 5 gennaio 2019 PalaIngrosso, Taviano                        | Pag Taviano      | 2 - 3 | Club Italia     | 25-19, 22-25, 27-25, 19-25, 14-16 |
| 3ª giornata - 11 gennaio 2019 Palazzetto dello sport, Bergamo             | Olimpia Bergamo  | 3 - 0 | Club Italia     | 25-12, 25-12, 25-22               |
| 4ª giornata - 19 gennaio 2019 Palazzetto Aeronautica Militare, Bracciano  | Club Italia      | 1 - 3 | Prata           | 25-18, 19-25, 27-29, 19-25        |
| 5ª giornata - 26 gennaio 2019 PalaGrotte, Castellana Grotte               | Materdomini      | 3 - 0 | Club Italia     | 25-19, 25-16, 25-14               |
| 6ª giornata - 2 febbraio 2019 Palazzetto Aeronautica Militare, Bracciano  | Club Italia      | 2 - 3 | Cuneo           | 25-21, 25-23, 20-25, 28-30, 10-15 |
| 7ª giornata - 16 febbraio 2019 Palazzetto Aeronautica Militare, Bracciano | Club Italia      | 3 - 1 | Cisano          | 25-21, 25-23, 22-25, 25-22        |
| 8ª giornata - 24 febbraio 2019 PalaParini, Cantù                          | Libertas Brianza | 3 - 1 | Club Italia     | 25-21, 20-25, 25-17, 25-23        |
| 9ª giornata - 2 marzo 2019 Palazzetto Aeronautica Militare, Bracciano     | Club Italia      | 0 - 3 | You Energy      | 19-25, 22-25, 24-26               |
| 10ª giornata - 9 marzo 2019 PalaCatania, Catania                          | Volley Catania   | 3 - 0 | Club Italia     | 25-21, 25-23, 25-22               |
| 11ª giornata - 16 marzo 2019 Palazzetto Aeronautica Militare, Bracciano   | Club Italia      | 1 - 3 | M&G             | 22-25, 21-25, 25-17, 23-25        |
| 12ª giornata - 23 marzo 2019 PalaCapurso, Gioia del Colle                 | New Real Gioia   | 3 - 2 | Club Italia     | 23-25, 23-25, 25-19, 25-23, 15-13 |
| 13ª giornata - 31 marzo 2019 Palazzetto Aeronautica Militare, Bracciano   | Club Italia      | 1 - 3 | Impavida Ortona | 20-25, 25-19, 20-25, 19-25        |

## Statistiche

### Statistiche di squadra
| Competizione | Punti | In casa | In casa | In casa | In trasferta | In trasferta | In trasferta | Totale | Totale | Totale |
| Competizione | Punti | G       | V       | P       | G            | V            | P            | G      | V      | P      |
| ------------ | ----- | ------- | ------- | ------- | ------------ | ------------ | ------------ | ------ | ------ | ------ |
| Serie A2     | 30    | 13      | 5       | 8       | 13           | 5            | 8            | 26     | 10     | 16     |
| Totale       | -     | 13      | 5       | 8       | 13           | 5            | 8            | 26     | 10     | 16     |

G = partite giocate; V = partite vinte; P = partite perse